# Тринідад і Тобаго на літніх Олімпійських іграх 1952
Тринідад і Тобаго брали участь у Літніх Олімпійських іграх 1952 року у Гельсінкі (Фінляндія) вдруге за свою історію, і завоювали дві бронзові медалі.

## Бронза
- Важка атлетика, чоловіки — Родні Вілкс.
- Важка атлетика, чоловіки — Леннокс Кілгур.